# 統一行動評議会
統一行動評議会（ウルドゥー語: متحدہ مجلس عمل、英語: Muttahida Majlis-e Amal、略称MMA）はパキスタンのイスラーム主義政党連合。
パルヴェーズ・ムシャラフ大統領の軍事政権下で行われた2002年の下院総選挙に際して、アメリカ主導の対テロ戦争への反感・反米感情を背景に僅か数議席から一挙に約60議席を獲得、パキスタン史上初めて議会政治でキャスティング・ボートを握り実質的影響力を及ぼすイスラーム主義勢力となるなど注目された。しかし、その後は分裂し小勢力に戻った。
構成グループはパシュトゥーン人を基盤とするイスラム聖職者協会ファズルル・ラフマーン派が中核だが、他にパキスタン聖職者協会、預言者の道協会、シーア運動、イラン革命の影響が強い）などがあり、スンナ派・シーア派の双方にまたがっている。地域的にはカイバル・パクトゥンクワ州とバローチスターン州に地盤を持つ。